# Episteme maculatrix
Episteme maculatrix is een vlinder uit de familie van de uilen (Noctuidae). De wetenschappelijke naam van de soort is, als Eusemia maculatrix, voor het eerst geldig gepubliceerd in 1841 door Westwood.